# Yoo Hyun-goo
Yoo Hyun-Goo (tiếng Hàn: 유현구 sinh ngày 25 tháng 1 năm 1983) là một cầu thủ bóng đá người Hàn Quốc thi đấu cho Sriwijaya ở Liga 1. Trước đây anh thi đấu cho Pohang Steelers, Bucheon SK, Jeju United,
Gwangju Sangmu, Super Reds và Semen Padang.

## Thống kê sự nghiệp
Tính đến 28 tháng 5 năm 2017
| Thành tích câu lạc bộ | Thành tích câu lạc bộ | Thành tích câu lạc bộ    | Giải vô địch | Giải vô địch | Cúp     | Cúp       | Cúp Liên đoàn | Cúp Liên đoàn | Châu lục | Châu lục  | Khác    | Khác      | Tổng cộng | Tổng cộng |
| Mùa giải              | Club                  | Giải vô địch             | Số trận      | Bàn thắng    | Số trận | Bàn thắng | Số trận       | Bàn thắng     | Số trận  | Bàn thắng | Số trận | Bàn thắng | Số trận   | Bàn thắng |
| --------------------- | --------------------- | ------------------------ | ------------ | ------------ | ------- | --------- | ------------- | ------------- | -------- | --------- | ------- | --------- | --------- | --------- |
| 2001                  | Pohang Steelers       | K-League                 | 0            | 0            | —       | —         | 0             | 0             | —        | —         | —       | —         | 0         | 0         |
| 2002                  | Pohang Steelers       | K-League                 | 0            | 0            | —       | —         | 0             | 0             | —        | —         | —       | —         | 0         | 0         |
| 2003                  | Pohang Steelers       | K-League                 | 0            | 0            | 0       | 0         | —             | —             | —        | —         | —       | —         | 0         | 0         |
| 2004                  | Pohang Steelers       | K-League                 | 0            | 0            | 0       | 0         | 0             | 0             | —        | —         | —       | —         | 0         | 0         |
| 2005                  | Bucheon SK            | K-League                 | 7            | 0            | 2       | 0         | 0             | 0             | —        | —         | —       | —         | 9         | 0         |
| 2006                  | Jeju United           | K-League                 | 7            | 1            | 0       | 0         | 4             | 0             | —        | —         | —       | —         | 11        | 1         |
| 2007                  | Gwangju Sangmu (mượn) | K-League                 | 15           | 0            | 1       | 0         | 4             | 0             | —        | —         | —       | —         | 20        | 0         |
| 2008                  | Gwangju Sangmu (mượn) | K-League                 | 5            | 1            | 0       | 0         | 2             | 0             | —        | —         | —       | —         | 7         | 1         |
| 2009                  | Super Reds            | S.League                 | 28           | 5            | 0       | 0         | 0             | 0             | —        | —         | —       | —         | 28        | 5         |
| 2011-12               | Semen Padang          | Indonesia Premier League | 27           | 2            | —       | —         | —             | —             | —        | —         | —       | —         | 27        | 2         |
| 2013                  | Semen Padang          | Indonesia Premier League | 14           | 1            | —       | —         | —             | —             | 7        | 0         | 1       | 0         | 22        | 1         |
| 2014                  | Semen Padang          | Indonesia Super League   | 17           | 1            | 2       | 0         | —             | —             | —        | —         | —       | —         | 19        | 1         |
| 2015                  | Semen Padang          | Indonesia Super League   | 2            | 0            | —       | —         | —             | —             | —        | —         | —       | —         | 2         | 0         |
| 2015                  | Sriwijaya (mượn)      | No League                | —            | —            | 7       | 0         | —             | —             | —        | —         | —       | —         | 7         | 0         |
| 2016                  | Sriwijaya             | ISC A                    | 28           | 0            | —       | —         | —             | —             | —        | —         | —       | —         | 28        | 0         |
| 2017                  | Sriwijaya             | Liga 1                   | 8            | 0            | —       | —         | —             | —             | —        | —         | —       | —         | 8         | 0         |
| Tổng cộng sự nghiệp   | Tổng cộng sự nghiệp   | Tổng cộng sự nghiệp      | 168          | 11           | 12      | 0         | 10            | 0             | 7        | 0         | 1       | 0         | 198       | 11        |

## Danh hiệu

### Câu lạc bộ
Semen Padang
- Indonesia Premier League (1): 2011-12
- Indonesian Community Shield (1): 2013